# Francesco Caracciolo
Francesco Caracciolo di Brienza (Nápoles, Reino de Nápoles, 18 de enero de 1752 - ib., 30 de junio de 1799) fue un almirante italiano.

## Biografía
Nació en Nápoles en el seno de una de las más antiguas familias de la nobleza italiana, de Michele Caracciolo di Brienza, nombrado duque por Carlos VII de Nápoles, y Vittoria Pescara, hija del duque de Calvizzano. Siendo muy joven empezó su carrera marinera como alumno de la Real Academia de la Marina, pronto convirtiéndose, por sus cualidades humanas y militares, en un valiente oficial de la Real Marina del Reino de Nápoles. A bordo del navío de línea inglés HMS Marlborough se destacó durante la Guerra de Independencia de los Estados Unidos.
El desarrollo de la marina puesto en marcha por el inglés Sir John Acton, Secretario de Estado de Fernando IV de Nápoles, llevó a Caracciolo a lo más alto de la marina. En 1782 se volvió teniente de navío; el año siguiente, fue nombrado capitán de fragata y luchó contra los piratas berberiscos en el Mar Mediterráneo. En 1793 comandó los cuatro navíos napolitanos que lucharon contra los franceses bajo el mando del almirante Samuel Hood, participando también en el sitio de Tolón. El 14 de marzo de 1795, estando al mando del navío de 74 cañones Tancredi, formó parte de la flota anglo-napolitana dirigida por el almirante William Hotham que luchó en la batalla de Génova (1795), impidiendo a la flota de la Francia revolucionaria desembarcar en Córcega. En esa ocasión estuvo con Horatio Nelson quien, al mando del navío de 64 cañones HMS Agamemnon, recibió su bautismo de fuego atacando y capturando el navío de 80 cañones Ça Ira.
En diciembre de 1798, tras la llegada de las tropas francesas a Nápoles, la fragata Sannita de Caracciolo escoltó al convoy naval liderado por el almirante Nelson, durante la fuga del rey Fernando y de su consorte María Carolina de Austria hacia Palermo, en Sicilia. Pietro Colletta describió como "magnífica" la navegación de Caracciolo, quien logró atravesar sin problemas una tormenta que, en cambio, dañó gravemente el navío real, La Vanguard, encomendado a Nelson. El mismo rey elogió la habilidad del almirante napolitano.
En 1799, siendo autorizado por el rey, Caracciolo regresó a Nápoles para controlar sus propios asuntos. En la capital, los ideales revolucionarios traídos por los franceses se habían difundido incluso entre los aristócratas y el mismo almirante empezó a simpatizar con las ideas de la República Napolitana. Por eso aceptó, después de algunas dudas iniciales, asumir el mando de la marina republicana, luchando contra la flota anglo-siciliana que intentaba regresar a Nápoles para restaurar el trono de Fernando. Al mando de pocas barcazas adaptadas a cañoneras, luchó contra las naves inglesas y sicilianas en Procida y apoyó desde el mar la resistencia del fuerte de Vigliena, en la costa oriental de Nápoles, contra la columna calabresa del cardenal Fabrizio Ruffo. Durante una batalla logró golpear la nave Minerva del almirante inglés Thurn.

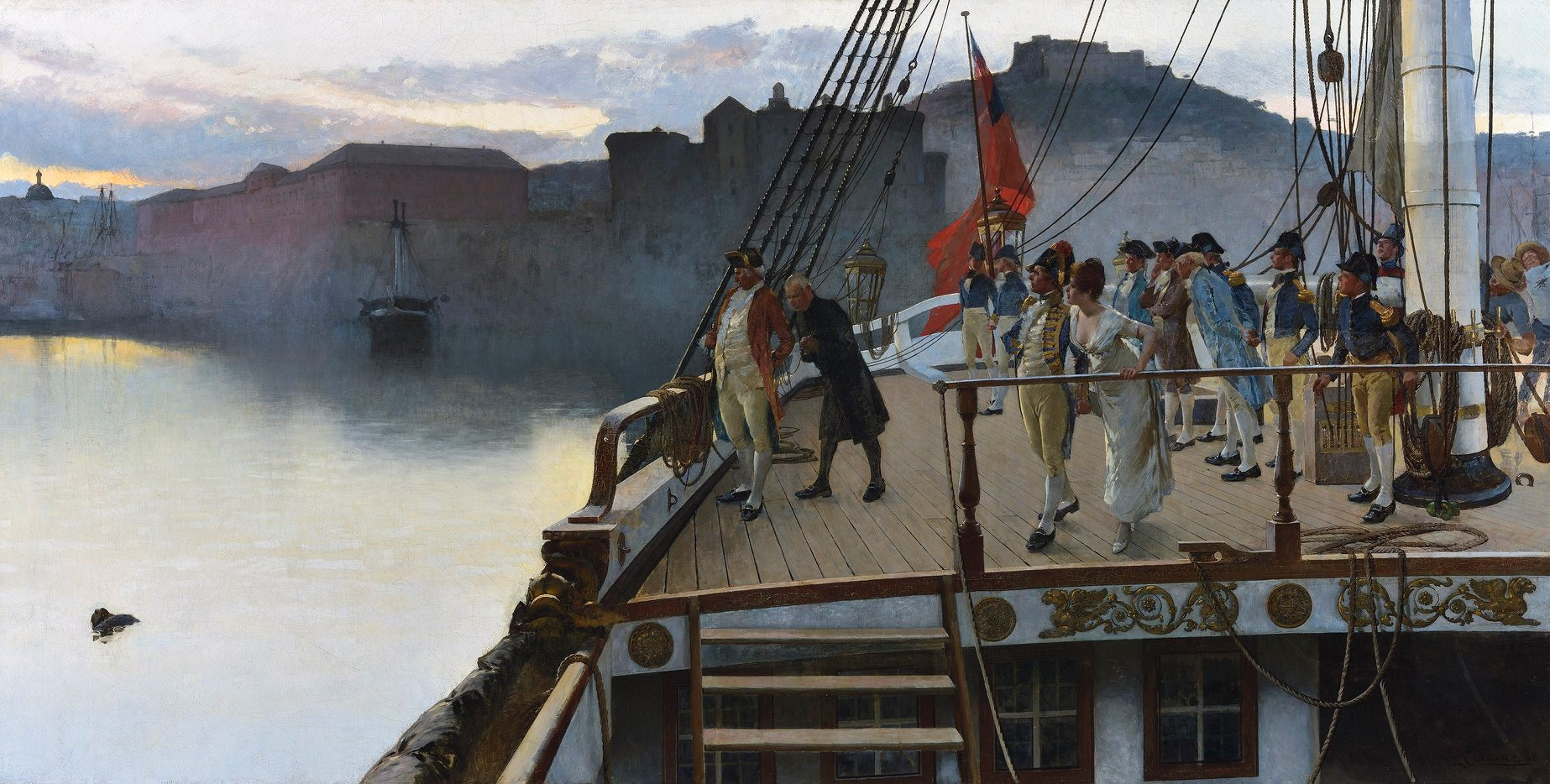
El almirante Francesco Caracciolo pide sepultura cristiana. Óleo sobre lienzo, obra de Ettore Cercone. Nápoles, Museo de San Martino.

Después de la derrota de los republicanos, Caracciolo huyó a Calvizzano, antiguo feudo de familia; sin embargo, fue descubierto por los hombres de Scipione la Marra, emisario de la reina, debido a la traición de un sirviente. El 29 de junio de 1799, fue capturado y llevado al navío de Nelson, el Foudroyant, para que fuera juzgado en un procedimiento sumario. Al principio fue condenado a la cadena perpetua, pero ésta fue cambiada por la pena de muerte por voluntad de Nelson, aunque los pactos firmados por el cardenal Ruffo y los representantes de las potencias extranjeras preveían su seguridad. Caracciolo fue ejecutado por ahorcamiento el 30 de junio: su cuerpo quedó colgado del brazo del mástil y luego fue arrojado al mar. Después de algunos días, el cadáver emergió del agua aunque le pusieron peso en las piernas; así algunos pescadores recuperaron el cuerpo y se pudo celebrar el funeral en la Iglesia de Santa Maria della Catena, en el Borgo Santa Lucia, donde fue sepultado. Aún hoy un epitafio, puesto por el ayuntamiento de Nápoles en 1881, recuerda al almirante y su muerte, causada «dall'astio d'ingeneroso nemico» («por el rencor de injusto enemigo»).